# Мистер Смерть
«Мистер Смерть: Взлёт и падение Фреда Лейхтера» (англ. Mr. Death: The Rise and Fall of Fred A. Leuchter, Jr.) — документальный фильм режиссёра Эррола Морриса, вышедший на экраны в 1999 году.

## Сюжет
Фильм рассказывает о жизни и карьере американского инженера Фреда Лейхтера, который в 1980-е годы предложил ряд усовершенствований в конструкцию электрического стула, направленных на безошибочное и быстрое приведение приговора в исполнение. По его собственным словам, основным мотивом для него были гуманистические соображения — облегчение страданий осуждённых и избавление персонала тюрьмы от некоторых неприятных последствий неудачной конструкции оборудования. После этого Лейхтер стал получать предложения из других штатов, в которых практикуются иные способы казни (смертельные инъекции, повешение, газовые камеры), и осуществил ряд усовершенствований.
В 1988 году неожиданно для себя он получил предложение от известного отрицателя Холокоста Эрнста Цюнделя выступить экспертом на суде по вопросу, могли ли в Аушвице действительно работать газовые камеры. Цюндель полагал, что опыт Лейхтера делает его уникальным специалистом в данной теме. Лейхтер посетил Польшу, собрал образцы и выступил с заключением, что газовых камер там быть не могло. В фильме в поддержку выводов Лейхтера выступает писатель Дэвид Ирвинг, критику озвучивает историк Роберт Ян ван Пелт.
После суда Лейхтер стал звездой на различных ревизионистских мероприятиях, однако его карьера инженера стремительно пошла под откос.

## Награды и номинации
- 1999 — номинация на премию Нью-Йоркского общества кинокритиков за лучший документальный фильм.
- 1999 — номинация на премию Ассоциации кинокритиков Лос-Анджелеса за лучший документальный фильм.
- 2000 — номинация на премию Гильдии режиссёров США за лучшую режиссуру документального фильма (Эррол Моррис).
- 2000 — номинация на премию «Спутник» за лучший документальный фильм.
- 2000 — номинация на Национального общества кинокритиков США за лучший документальный фильм.